# Steve Hewitt
Steve Hewitt (Manchester, 22 de março de 1971) é um músico britânico, ex-baterista da banda Placebo, permaneceu na banda entre 1996 e outubro de 2007. Antes de juntar-se a Placebo, Hewitt foi integrante de diversas bandas, tais como Electric Crayons, K-Klass, The Mystic Deckchairs, Boo Radleys e Breed. Ele trabalhou também como músico temporário.

## Biografia
Ele conheceu o integrante da banda, Brian Molko, através da então sua namorada. Embora ele estivesse presente em alguns demo tapes do Placebo, não pode juntar-se à banda, no início, devido a compromissos anteriores com o projeto Breed. Placebo então fez a sua primeira gravação com o baterista Robert Schultzberg. Mais tarde, quando o Breed se desfez, Schultzberg deixou o Placebo e Hewitt aceitou o convite para participar da banda permanentemente.
Hewitt deixou Placebo em 1 de outubro de 2007, devido a "diferenças musicais e pessoais, como consta da página oficial do Placebo.
Atualmente encontra-se em uma nova banda formada por ele mesmo chamada Love Amongst Ruin, após sua saída do Placebo, no qual ele é vocalista e guitarrista.